# 宁姜蒙古族乡
宁姜蒙古族乡是中华人民共和国黑龙江省齐齐哈尔市泰来县下辖的一个民族乡。

## 行政区划
宁姜蒙古族乡下辖以下村级行政区划单位：
新江村、雄壮村、宁姜村、光荣村、好新村、立志村和黄花村。